# Ortved
Ortved is een plaats in de Deense regio Seeland, gemeente Ringsted. De plaats telt 242 inwoners (2008).